# Связи нет
«Связи нет» (англ. Disconnect) — американский драматический триллер 2012 года режиссёра Генри Алекса Рубина, состоящий из нескольких отдельных историй о том, как люди испытывают различные отрицательные стороны современных коммуникационных технологий. Актёрский состав включает таких голливудских звёзд, как Джейсон Бейтман, Хоуп Дэвис, Фрэнк Грилло, Андреа Райзборо, Пола Пэттон, а также дебют известного дизайнера одежды Марка Джейкобса.
Премьера состоялась 11 сентября 2012 года на Международном кинофестивале в Торонто, Канада.

## Сюжет
Фильм разбит на три истории, которые рассказывают о негативной стороне современных коммуникационных технологий.
Напористый репортёр Нина (Андреа Райзборо) делает успешное интервью с несовершеннолетним интернет-стриптизёром по имени Кайл (Макс Тириот). Парень работает под началом некоего Харви в целом «доме» со множеством «приватных комнат», видео из которых транслирует один из веб-сайтов. После выхода интервью в эфир ФБР связывается с репортёром и просит сообщить адрес молодого человека, чтобы закрыть сайт. Поскольку Нина платила деньги для «установления контакта» с Кайлом, полиция давит на неё, угрожая законом. Девушка находится на грани между желанием избежать проблем и спасти Кайла, с одной стороны, и постараться не сказать чего-то лишнего, что может неблагоприятно на нём отразиться, с другой. Кайл не приветствует сложившуюся ситуацию, ему на помощь приходит начальник Харви (Марк Джейкобс), и вызволяет из рук Нины, после чего они вместе уходят.
Два друга, Джейсон Диксон (Колин Форд) и Фрай (Авиад Бернштейн), выдают себя за девушку по имени Джессика в онлайн чате и убеждают своего сверстника, подростка Бена (Ион Бобо), загрузить на сайт своё изображение в непристойном виде. Эту информацию мальчишки доносят до своих одноклассников, а о фото Бена вскоре узнает почти вся школа. Бен так переживает, что даже пытается покончить с собой, в результате чего впадает в кому. Рич, отец мальчика, исследует вещи сына в поисках ответов; добравшись до компьютера Бена, он начинает переписываться с «Джессикой». Джейсон, чувствуя себя виноватым, навещает Бена в больнице, где случайно встречает Рича. Отец Джейсона обнаруживает, чем занимается сын и злится на него. Однако он защищает сына, стирая все улики с iPad'а Фрая. Тем временем Рич также узнаёт, кто такая «Джессика» на самом деле, после чего направляется в дом Диксонов, где устраивает настоящие разборки.
Синди (Пола Пэттон) и Дерек Халл (Александр Скарсгард) — молодая пара, недавно потерявшая ребёнка. Став жертвами интернет-мошенничества, они теряют все свои деньги. Пара нанимает частного детектива Майка, чтобы тот отыскал преступника. Они идут по следу подозреваемого, и даже после того, как детектив сообщает, что он не виновен, пара встречается с ним и ведёт себя так, будто он всё же виновен, прибегая к угрозам при помощи оружия…

## В ролях
- Джейсон Бейтман — Рич Бойд
- Хоуп Дэвис — Лидия Бойд
- Фрэнк Грилло — Майк Диксон
- Микаэль Нюквист — Стефен Шумахер
- Пола Пэттон — Синди Халл
- Александр Скарсгард — Дерек Халл
- Андреа Райзборо — Нина
- Макс Тириот — Кайл
- Колин Форд — Джейсон Диксон
- Ион Бобо — Бен Бойд
- Марк Джейкобс — Харви
- Хейли Рэмм — Эбби Бойд
- Авиад Бернштейн — Фрай
- Тереза Челентано — Мария

## Интересные факты
- Слоган фильма — «Взгляни наверх»
- Генри Алекс Рубин знаком как режиссёр документального фильма «Убийственная игра». Также он появлялся в небольшой роли в картине «Прерванная жизнь»
- Съёмки начались 7 ноября 2011 года и проходили в Нью-Йорке, США[5]
- На премьере фильма исполнитель одной из главных ролей Джейсон Бейтман сказал: "«У меня двое детей, поэтому я понимаю, что значит быть отцом. Одному шесть, другому тринадцать. Идея нашего фильма о том, что с любым из них может произойти нечто необычное. Мои дети, к примеру, интернетом не пользуются»[6]

## Критика и отзывы
Фильм получил в основном положительные отзывы. На сайте «Rotten Tomatoes» 70 % критиков дали хорошую оценку со средним рейтингом 6,65 из 10. «Metacritic» дает фильму 64 баллов из 100, что также указывает на благоприятные отзывы.

## Саундтрек
- «Keep Everybody Warm» — Prairie Cartel
- «Sail» — Awolnation
- «Girl» — WRAD
- «Restless Youth» — Air Dubai
- «Fifteen» — WRAD
- «Tisk Tisk» — The Swayback
- «Ni Su Nave» — Jayme Ivison
- «American Dream» — Electric Guest
- «Like a Dog» — Jayme Ivison & Bryan Austin
- «Foondafloe» — The Limousines
- «Tornado» — Jon Thor Birgisson
- «Written on the Sky» — Max Richter